# Psihokineza
Psihokineza (grč. ψυχή, "psyche" + κίνησις, "kinesis") ili telekineza (grč. τῆλε + κίνησις) je sposobnost pokretanja ili utjecanje na objekte snagom uma. Ubraja se među parapsihološke fenomene koji nemaju znanstvenu potvrdu niti objašnjenje.